# Hands Up (NCT NEW TEAMの曲)
「Hands Up」（ハンズ・アップ）は、韓国のボーイズグループ・NCT NEW TEAMのプレデビューシングル。2023年10月8日にavex traxから発売された。2023年12月20日には、シングルCDが発売された。

## 概要
- リアリティ番組『NCT Universe: LASTART』を通じて結成されたNCTの新ユニット・NCT NEW TEAMのプレデビューシングル。
- 2023年9月に開催されたスタジアム公演「NCT STADIUM LIVE 'NCT NATION : To The World-in JAPAN'」オープニングアクトにて披露した「Hands Up」と新曲「We Go!」の2曲が収録されている。

## プロモーション

### オープニングアクト
- 9月9日・10日・16日・17日、大阪・ヤンマースタジアム長居と東京・味の素スタジアムにて開催された、NCTのスタジアム公演「NCT STADIUM LIVE 'NCT NATION : To The World-in JAPAN'」にて、オープニングアクトとして「Hands Up」のステージを初披露した[2][3]。
- 10月6日、公式YouTubeチャンネルより、東京公演での「Hands Up」のステージ映像を公開した。

### テレビ出演
- 9月28日、日本テレビ『NCT Universe: LASTART』で「Hands Up」のステージをテレビ初披露[4]。

### イベント
- 10月8日より、プレデビューイベント「NCT Universe: LASTART PRE-DEBUT TOUR」をスタートし、収録曲「Hands Up」「We Go!」を披露した[5]。

### ミュージックビデオ
- 10月19日午後6時、収録曲「Hands Up」ミュージックビデオが公開された[6][7]。
NCTのコンセプトである「夢」の中で、何気ない日常を過ごす高校野球部員に変身したメンバー達が、野球ボールに扮した未知の生物体を撃退して地球を守るという、ファンタジーなエピソードを盛り込んでいる[6][7]。
希望に満ちた新曲の雰囲気とファンタジーなストーリーが出会い、青春と非日常が融合されたユニークな映像となっており[6][7]、NCT NEW TEAMの爽やかなハイティーンの魅力と奇妙なストーリーテリングのミステリアスな雰囲気が調和している[6][7]。

## チャート成績
- 2023年11月1日に公開されたBillboard JAPAN「Heatseekers Songs」にて、14位にチャートインした[8]。11月8日公開のチャートでは、8位にランクアップした[9]。

## 収録曲
1. Hands Up [3:15]
  - 作詞：KENZIE（英語版）、H.Toyosaki
  - 作曲：KENZIE、Moonshine（Ludvig Evers & Jonatan Gusmark）、Adrian Mckinnon
  - 編曲：Moonshine（Ludvig Evers & Jonatan Gusmark）

強烈なシンセサウンドとパワフルなベースライン、軽快なリズム楽器に力強いボーカルが調和を成すエネルギッシュなダンス曲[10]。
NCT NEW TEAMと心をひとつに手を上げて、共に高みを目指し遠く羽ばたいていこうという情熱と抱負を歌った[10][11]。
2. We Go! [3:02]
  - 作詞：MEG.ME
  - 作曲：Simon Janlov、Daniel Caesar（Caesar & Loui）
  - 編曲：Simon Janlov

生き生きとしたギターリフレインが際立ち、メンバーたちの清涼で澄んだボーカルが爽やかさを加えるポップ曲[10]。
夢見ていた舞台への旅を始めるためのスタートラインに立った今この瞬間の気持ちを率直に表現した[10]。

## リリース
| リリース日     | レーベル  | 規格                             | 規格品番                                                 |
| -------------- | --------- | -------------------------------- | -------------------------------------------------------- |
| 2023年10月8日  | avex trax | ダウンロード・シングル           | ANTCD-A0000011622 （AAC-LC・44.1kHz/16bit・128/320kbps） |
| 2023年10月8日  | avex trax | ハイレゾ・ダウンロード・シングル | ANTCD-A0000011623 （FLAC・96.0kHz・24bit）               |
| 2023年10月8日  | avex trax | ミュージック・カード             | AVZ1-43249                                               |
| 2023年12月20日 | avex trax | CD                               | AVC1-43262（初回生産限定盤A）                            |
| 2023年12月20日 | avex trax | CD                               | AVC1-43263（初回生産限定盤B）                            |